# Генчо войвода
Генчо войвода (Генчо Къньов Къргов) е хайдушки войвода.

## Биография
Роден е през 1789 година в село Колупчии (днес град Гурково).
Става хайдутин по време на кърджалийските размирици, а по-късно става войвода на малка хайдушка чета. Подвизава се през 1828 г. с Георги Мамарчев и с отряд от 60 души е на страната на русите. Бойна дейност Генчо войвода има и с хайдушките чети на Бойчо войвода, Дончо Ватах войвода и други революционни деятели. Участва в Руско-турската война (1828 – 1829).
След края на войната се преселва да живее в Бесарабия, в село Дермендере, където фамилното му име е записано от руската администрация като Греков.
През 1861-1862 година Генчо Къргов е един от водачите на бесарабските българи при преселението им от присъединената към Молдова част на Бесарабия в Таврия. Заедно с Тодор Велков е представител пред руските власти на българските колонисти, желаещи да се преселят в Русия. Умира през 1883 година в село Второ Николаевка, Бердянски уезд.
Генчо Къргов е баща на революционера Михаил Греков.

## Четници на Генчо Къргов
Списък с имената на хайдутите на Генчо войвода:
1. Генчо Виранов – съселянин на войводата и байрактар на четата, негов заместник.
2. Васил Пачата – родом от Твърдица.
3. Радой Караколев – родом от Кортен.
4. Димитър (Димо) Яланов – родом от Габровските колиби, убит от турците при село Струпец.
5. Колю Папареца – родом от село Конаре.
6. Цвятко Караджов – родом от село Димовци.